# Festivali i Këngës 55
Festivali i Këngës 55 (formellt Festivali i 55-të i Këngës në Radio Televizioni Shqiptar) var den 55:e årliga upplagan av den albanska musiktävlingen Festivali i Këngës. Tävlingen gick av stapeln mellan den 21 och 23 december 2016, där finalen hölls den sista kvällen och leddes av Kasem Hoxha och Ledina Çelo. Çelo hade själv vunnit tävlingen vid ett tillfälle, 2004 och hon var programledare 2003. Både semifinalerna och finalen utspelade sig i Pallati i Kongreseve i huvudstaden Tirana likt samtliga år sedan 1989. Tävlingen användes fortsatt som nationell uttagning av Albaniens bidrag till Eurovision Song Contest följande vår.
Tävlingen vanns av den kosovoalbanska sångerskan Lindita Halimi med bidraget "Botë" av Big Basta och Klodian Qafoku.

## Upplägg
I juni 2016 inleddes sökandet av deltagare till tävlingen där man sökte lämpliga artister. Bidragen till tävlingen togs i vanlig ordning emot under ett specifikt antal dagar vid Radio Tirana i huvudstaden, detta år 10 och 11 oktober. Likt tidigare år hade tävlingen ett strikt regelverk som bland annat begränsar deltagare och kompositörer till att vara albanska. 

### Förändringar
Inför detta års upplaga beslutade tävlingsledningen för att genomföra en rad förändringar av tävlingskonceptet. Från att på senare år ha låtit ett stort antal artister delta meddelade man att man detta år skulle banta antalet artister som deltog i tävlingen till 24, där även ett mindre antal än tidigare skulle ta sig till finalen, 14 artister.
En större förändring i detta års tävling var att man kom att introducera två nya jurygrupper som utsåg vinnaren. Till större delen kom tävlingens jury bestå av en, likt tidigare år, professionell jury. Denna jurygrupp hade störst del av makten finalomröstningen. Därtill kom den nya jurygruppen, musikerjuryn via telelänk, samt folkets röster. Dessa två kommer tillsammans att stå som egna jurymedlemmar i finalen.
Efter den andra semifinalen skulle folkets röster räknas genom SMS-röster men då systemet inte fungerade använde man sig av enbart den professionella juryns röster för att utse finalisterna.

### Personal
Detta års tävling regisserades av regissören och producenten Rezart Aga som bland annat gjord framgångsrika produktioner på Top Channel. Programledare var Ledina Çelo och Kasem Hoxha. Çelo ledde programmet för andra gången då hon även var programledare för Festivali i Këngës 42 i december 2003. Artistisk direktör var kompositören Florent Boshnjaku.

#### Professionell jury
Den professionella juryn bestod detta år av:
1. Alma Bektashi, sångerska och tidigare jurymedlem i The Voice of Albania.
2. Altin Basha, regissör Top Channel.
3. Arben Duka, poet och låtskrivare.
4. Vikena Kamenica, sångerska.
5. Petrit Shehu, poet.
6. Vlashent Sata, sångare.
7. Inva Mula, operasångerska.

Musikerjuryn bestod av:
1. Elsa Lila, sångerska.
2. Nertila Koka, sångerska.
3. Fatrin Krajka, kompositör.
4. Anjeza Shahini, sångerska.
5. Adelina Ismajli, sångerska.

## Deltagare
De 24 deltagare som tävlade presenterades 1 november 2016. Deltagarna valdes ut av en professionell jury bestående av Alfred Kaçinari, Bojken Lako, Gent Rushiti, Shpëtim Saraçi och Florent Boshnjaku. Ett flertal artister återvände till detta års tävling. Lindita Halimi slutade på tredje plats när hon senast deltog i Festivali i Këngës 53 medan Flaka Krelani som slutade trea i 2015 års upplaga återkom med ett nytt bidrag skrivet och komponerat av sin bror. Inför tävlingen diskvalificerades Edona Vatoci på grund av regelbrott och ersattes av Xhejni Lito.
| Artist                           | Låt                    | Text / Musik                                 |
| -------------------------------- | ---------------------- | -------------------------------------------- |
| Albulena Jashari                 | "Fjalët ia lë zemrës"  | Gerald Xhari / Marsela Çibukaj, Briz Musaraj |
| Classic Boys                     | "Dashuria për jetën"   | Sajmir Braho / Endri Sina                    |
| Dilan Reka                       | "Mos harro"            | Agim Doçi / Edmond Zhulali                   |
| Edea Demaliaj                    | "Besoj në ëndrra"      | Edea Demaliaj / Fabian Asllani               |
| Elson Braha                      | "Edhe një herë"        | Pandi Laço / Adrian Hila                     |
| Erlind Zeraliu                   | "Dhimbja e gëzimit"    | Fatos Arapi / Vasil Tole                     |
| Fabiola Agalliu & Agnesa Çavolli | "Shkon e vjen"         | Fabiola Agalliu / Sokol Marsi                |
| Festina Mejzini                  | "Atje lart"            | Eriona Rushiti                               |
| Flaka Krelani                    | "Osiris"               | Qëndrim Krelani                              |
| Franc Koruni                     | "Macka"                | Franc Koruni                                 |
| Genc Salihu                      | "Këtu"                 | Genc Salihu                                  |
| Lindita                          | "Bota"                 | Gerald Xhari / Klodian Qafoku                |
| Linda Rukaj                      | "Vija e lumit"         | Linda Rukaj                                  |
| Lorela                           | "Me ty"                | Turjan Hyska / Alban Kondi                   |
| Lynx                             | "Sot"                  | Lynx                                         |
| Luka & Serxhio Hajdini           | "Koha plaket"          | Luka Hajdini / Serxhio Hajdini               |
| Neki Emra                        | "Dashuri dhe urrejtje" | Albatros Rexha / Neki Emra                   |
| Orges Toçe                       | "Shi diamantësh"       | Orges Toçe                                   |
| Rezarta Smaja                    | "Pse prite gjatë"      | Arsim Bujaku / Xhevdet Gashi                 |
| Tahir Gjoçi "Tiri"               | "Më zgjo"              | Sokol Marsi / Enis Mullaj                    |
| Yll Limani                       | "Shiu"                 | Yll Limani & Ilirjana Blakaj                 |
| Xhejni Lito                      | "Pritja"               | Indrit Lelo                                  |
| Xhesika Polo                     | "Eva jam unë"          | Alex Seitaj / Marko Polo                     |
| XUXI                             | "Metropol"             | Ana Gramo / Genti Lako                       |

### Tillbakadragna bidrag
| Artist       | Låt           | Text / Musik |
| ------------ | ------------- | ------------ |
| Edona Vatoci | "Mirëmëngjës" | Edona Vatoci |

### Återkommande artister
7 av detta års 24 deltagare hade ställt upp i tävlingen någon gång sedan den blev Albaniens uttagning till Eurovision Song Contest 2003. Mest meriterad i detta års startfält var den kosovoalbanska sångerskan Flaka Krelani som deltagit vid 5 tidigare tillfällen och som bäst slutat på andra plats med "Jeta kërkon dashuri" 2007. Näst flest gånger i tävlingen hade Rezarta Smaja som ställt upp i varje upplaga sedan 2012 och aldrig slutat sämre än 7:a. Både Krelani och Smaja liksom Dilan Reka ställde upp i tävlingen året tidigare. Sångaren Tahir Gjoçi, som vann The Voice of Albanias 5:e upplaga ställde upp för andra gången då han 2012 var en del av gruppen Bon Bon Band som åkte ut i semifinal med sitt bidrag "Humbur".
Edea Demaliaj, som skulle ställt upp i Festivali i Këngës 54 med "Era", ställde i år upp i tävlingen med ett eget skrivet bidrag.
| Artist        | Tidigare år                  | Placering (Vid tidigare tillfällen) | Placering (2016) |
| ------------- | ---------------------------- | ----------------------------------- | ---------------- |
| Dilan Reka    | 2015                         | 7                                   | 3                |
| Flaka Krelani | 2005, 2007, 2009, 2012, 2015 | opl., 2, 5, 6, 3                    | 5                |
| Lindita       | 2009, 2014                   | 12, 3                               | 1                |
| Lynx          | 2012, 2013                   | 14, 15                              | 10               |
| Orges Toçe    | 2010                         | UT                                  | 7                |
| Rezarta Smaja | 2012, 2013, 2014, 2015       | 7, 7, 7, 4                          | 7                |
| Tahir Gjoçi   | 2012                         | UT                                  | UT               |

## Semifinaler
Till skillnad från tidigare år offentliggjordes uppdelningen i de två semifinalerna första samma dag som den första semifinalen hölls detta år. 12 bidrag placerades i varje semifinal där 14 av de totalt 24 bidragen gick vidare till tävlingens final. 

### Semifinal 1
Den första semifinalen gick av stapeln 21 december 2016 i Pallati i Kongreseve i Tirana med Ledina Çelo och Kasem Hoxha som programledare. Andri Xhahu var programledare backstage. Under semifinalen framförde Marsela Çibukaj hyllningslåten "Kur të jesh mërzitur shumë" åt avlidna albanska musiker. Som mellanakt framförde även sångerskan Vikena Kamenica och Genc Tukiçi låten "Valsi i lumturisë" av Vaçe Zela. Från denna semifinal tog sig 8 bidrag vidare till finalen.
| Nr | Artist          | Låt                    | Resultat |
| -- | --------------- | ---------------------- | -------- |
| 1  | Flaka Krelani   | "Osiris"               | Vidare   |
| 2  | Xhejni Lito     | "Pritja"               | Utslagen |
| 3  | Genc Salihu     | "Këtu"                 | Vidare   |
| 4  | Erlind Zeraliu  | "Dhimbja e gëzimit"    | Utslagen |
| 5  | Xhesika Polo    | "Eva jam unë"          | Vidare   |
| 6  | Festina Mejzini | "Atje lart"            | Utslagen |
| 7  | Edea Demaliaj   | "Besoj në ëndrra"      | Vidare   |
| 8  | Neki Emra       | "Dashuri dhe urrejtje" | Utslagen |
| 9  | Yll Limani      | "Shiu"                 | Vidare   |
| 10 | Franc Koruni    | "Macka"                | Vidare   |
| 11 | Orges Toçe      | "Shi diamantësh"       | Vidare   |
| 12 | Lynx            | "Sot"                  | Vidare   |

### Semifinal 2
Den andra semifinalen hölls 22 december 2016 i Pallati i Kongreseve i Tirana med Ledina Çelo och Kasem Hoxha som programledare. Andri Xhahu var reporter backstage. Under semifinalen framfördes en ny, instrumentell, version av Rona Nishlius "Suus". Som mellanakt framträdde även Vlashent Sata och Petrit Çeku. 6 av den andra semifinalens artister gick vidare till finalen.
| Nr | Artist                           | Låt                   | Resultat |
| -- | -------------------------------- | --------------------- | -------- |
| 1  | Elson Braha                      | "Edhe një herë"       | Utslagen |
| 2  | Lorela                           | "Me ty"               | Vidare   |
| 3  | Tahir Gjoçi                      | "Më zgjo"             | Utslagen |
| 4  | Fabiola Agalliu & Agnesa Çavolli | "Shkon e vjen"        | Vidare   |
| 5  | Rezarta Smaja                    | "Pse prite gjatë"     | Vidare   |
| 6  | Dilan Reka                       | "Mos harro"           | Vidare   |
| 7  | Albulena Jashari                 | "Fjalët ia lë zemrës" | Utslagen |
| 8  | XUXI                             | "Metropol"            | Vidare   |
| 9  | Luka & Serxhio Hajdini           | "Koha plaket"         | Utslagen |
| 10 | Classic Boys                     | "Dashuria për jetën"  | Utslagen |
| 11 | Linda Rukaj                      | "Vija e lumit"        | Utslagen |
| 12 | Lindita                          | "Botë"                | Vidare   |

## Final
Finalen gick av stapeln 23 december 2016 med Ledina Çelo och Kasem Hoxha som programledare och Andri Xhahu som reporter backstage. Finalen gästades av den albanska operasångerskan Inva Mula. Till slut utsågs Lindita Halimi till segrare med Genc Salihu på andra plats och Dilan Reka och Ylli Limani på delad tredjeplats.
| Final – 23 december 2016 | Final – 23 december 2016         | Final – 23 december 2016 | Final – 23 december 2016 | Final – 23 december 2016 |
| Nr                       | Artist                           | Låt                      | Poäng                    | Plats                    |
| ------------------------ | -------------------------------- | ------------------------ | ------------------------ | ------------------------ |
| 1                        | Franc Koruni                     | "Macka"                  | 12                       | 11                       |
| 2                        | Lorela                           | "Me ty"                  | 8                        | 12                       |
| 3                        | Xhesika Polo                     | "Eva jam unë"            | 5                        | 14                       |
| 4                        | XUXI                             | "Metropol"               | 30                       | 5                        |
| 5                        | Fabiola Agalliu & Agnesa Çavolli | "Shkon e vjen"           | 7                        | 13                       |
| 6                        | Dilan Reka                       | "Mos harro"              | 50                       | 3                        |
| 7                        | Lindita Halimi                   | "Botë"                   | 85                       | 1                        |
| 8                        | Flaka Krelani                    | "Osiris"                 | 30                       | 5                        |
| 9                        | Rezarta Smaja                    | "Pse prite gjatë"        | 24                       | 7                        |
| 10                       | Edea Demaliaj                    | "Besoj në ëndrra"        | 23                       | 9                        |
| 11                       | Yll Limani                       | "Shiu"                   | 50                       | 3                        |
| 12                       | Lynx                             | "Sot"                    | 14                       | 10                       |
| 13                       | Orges Toçe                       | "Shi diamantësh"         | 24                       | 7                        |
| 14                       | Genc Salihu                      | "Këtu"                   | 54                       | 2                        |

### Röstningsresultat
|           |                                  | Domare      |             |         |         |         |         |         |         |           |            |            |                |    |    |
| Totalt    | A. Basha                         | V. Kamenica | A. Bektashi | A. Duka | P. Çeku | V. Sata | I. Mula | E. Lila | N. Koka | F. Krajka | A. Shahini | A. Ismajli | Internetröster |    |    |
| Deltagare | Lindita                          | 85          | 7           | 10      | 10      | 7       | 3       |         | 10      | 3         | 10         | 10         | 5              | 5  | 5  |
| Deltagare | Genc Salihu                      | 54          | 5           | 4       | 5       |         | 10      | 7       | 7       | 7         | 7          |            |                |    | 2  |
| Deltagare | Dilan Reka                       | 50          | 1           |         | 3       | 10      | 5       |         | 3       |           |            | 7          | 10             | 4  | 7  |
| Deltagare | Yll Limani                       | 50          | 10          | 7       | 7       |         | 2       |         |         | 1         | 2          | 4          |                | 7  | 10 |
| Deltagare | XUXI                             | 30          | 3           | 3       |         | 3       | 1       | 5       |         | 10        | 3          |            | 2              |    |    |
| Deltagare | Flaka Krelani                    | 30          | 2           |         | 4       |         | 4       |         | 2       |           | 5          |            |                | 10 | 3  |
| Deltagare | Rezarta Smaja                    | 24          |             | 5       |         | 4       |         | 1       | 5       |           |            | 3          |                | 2  | 4  |
| Deltagare | Orges Toçi                       | 24          | 4           | 1       |         |         |         | 10      |         | 5         | 1          |            | 3              |    |    |
| Deltagare | Edea Demaliaj                    | 23          |             |         |         | 5       | 7       | 2       |         |           |            | 2          | 7              |    |    |
| Deltagare | Lynx                             | 14          |             | 2       | 1       |         |         |         | 1       | 2         |            |            | 4              | 3  | 1  |
| Deltagare | Franc Koruni                     | 12          |             |         | 2       | 1       |         | 4       | 4       |           |            |            |                | 1  |    |
| Deltagare | Lorela                           | 8           |             |         |         |         |         | 3       |         | 4         |            |            | 1              |    |    |
| Deltagare | Fabiola Agalliu & Agnesa Çavolli | 7           |             |         |         | 2       |         |         |         |           |            | 5          |                |    |    |
| Deltagare | Xhesika Polo                     | 5           |             |         |         |         |         |         |         |           | 4          | 1          |                |    |    |

## Händelser
- Den 7 december meddelade RTSH att man diskvalificerat ett bidrag i tävlingen då det framförts före den 1 september 2016 vilket skulle vara ett brott mot EBU:s regler för deltagande bidrag i Eurovision Song Contest. Edona Vatoci, som ursprungligen skulle deltagit med "Mirëmengjës", diskvalificerades och ersattes av Xhejni Lito.[8]

- Under den andra semifinalen 22 december skulle folket för första gången i tävlingens historia få rösta fram sina 3 finalister. Under semifinalen uppstod tekniska problem med SMS-systemet vilket innebar att man helt strök folkets möjlighet att påverka resultatet, och gick tillbaka till att enbart låta den professionella juryn utse finalisterna.[4]